# 長江南路駅 (上海市)
座標: 北緯31度20分0秒 東経121度29分9秒 / 北緯31.33333度 東経121.48583度
長江南路駅（ちょうこうなんろえき）は中華人民共和国上海市宝山区に位置する上海軌道交通3号線、18号線の駅。3号線上海南駅からの電車の半数は当駅で折り返し運転となっている。

## 駅構造
相対式ホーム2面2線の高架駅と島式ホーム1面2線の地下駅。

### のりば
※全ての路線において案内上ののりば番号は設定されていない。
| 番線                    | 路線   | 行先                                         | 備考 |
| ----------------------- | ------ | -------------------------------------------- | ---- |
| 3号線ホーム（地上2階）  |        |                                              |      |
| 南方面                  | 3号線  | 虹口足球場・上海火車站・宜山路・上海南站方面 |      |
| 北方面                  | 3号線  | 江楊北路方面                                 |      |
| 18号線ホーム（地下2階） |        |                                              |      |
| 北方面                  | 18号線 | 到着ホーム                                   |      |
| 南方面                  | 18号線 | 御橋・沈梅路・航頭方面                       |      |

## 歴史
- 2006年12月18日 - 開業。
- 2021年12月30日 - 18号線開業[1][2]。

## 隣の駅
上海軌道交通
 3号線
殷高西路駅 - 長江南路駅 - 淞発路駅
 18号線
長江南路駅 - 殷高路駅